# Euphilotes dammersi
Euphilotes dammersi är en fjärilsart som beskrevs av Comstock och Henne 1933. Euphilotes dammersi ingår i släktet Euphilotes och familjen juvelvingar. Inga underarter finns listade i Catalogue of Life.